# Cephalops vinnulus
Cephalops vinnulus är en tvåvingeart som först beskrevs av Hardy 1949.  Cephalops vinnulus ingår i släktet Cephalops och familjen ögonflugor.
Artens utbredningsområde är Kongo. Inga underarter finns listade i Catalogue of Life.